# Sant Josep de Prats de Balaguer
Sant Josep de Prats de Balaguer és una capella del poble nord-català de Prats de Balaguer, a la comuna de Fontpedrosa, de la comarca del Conflent.
Està situada en el nucli de població de Prats de Balaguer, al començament del Camí de l'Església, a les darreres cases del costat de llevant del poble.
És una petita capella d'una sola nau, sense absis exempt.